# Jesenec
Jesenec je obec v okrese Prostějov, kraj Olomoucký. Je vzdálená 28 km severozápadně od Prostějova a rozprostírá se na jižním svahu zámecké Horky při silnici z Konice do Moravské Třebové. V obci žije 299 obyvatel.
Obec má tři části – část u nádraží se jmenuje Měrotínek (podle nedalekého lesa, zvaného „Hora měrotínská“), část u sousedního Dzbele nese název Drahy a část obce od Konice se nazývá Špice. Na pomezí Jesence a Dzbele pramení říčka, zvaná Jesenka. Od Hanáků dostala jméno Romže. 

## Název
Jméno vzniklo podle názvu stromů – jasanů, lidově zvaných „jeseny“.

## Historie
První písemná zmínka o obci je z roku 1351. Téměř po čtyři století náležela k panství konickému a byla v držení několika moravských panských rodů (Cholinští, Tovačovští z Cimburka, rod pánů ze Švábenic či ze Zástřizl). Obecní pečeť měla ve znaku patrona jesenského kostela sv. Liboria.
Významnou dominantou obce a širokého okolí je barokní komplex s budovou zámku (postavený v roce 1711 na místě bývalé tvrze) a majestátním kostelem zasvěceným sv. Liborovi. Barokní komplex je dílem nejvýznamnějšího barokního architekta evropského významu Jana Blažeje Santiniho Aichla (1677–1723). Kostel připsal Santinimu v roce 1944 historik umění F. M. Žampach, sama stavba se však charakteru Santiniho díla v mnoha konkrétnostech podstatně vymyká. Jeho autorství jednoznačně odmítli a argumentačně podložili jak historik architektury De Meyer Dirk (v roce 1997), tak i přední znalec Santiniho díla, historik umění profesor Mojmír Horyna (v roce 1994). Ze stejného období pochází také socha sv. Libora stojící na návsi a socha sv. Jana Nepomuckého (u rybníka). Na místě dnešního hostince stával kdysi panský pivovar.
První škola v Jesenci byla otevřena roku 1849 v panském domě nedaleko zámku, kde sloužila až do roku 1976. První vlak projel obcí v roce 1890, ale zastávka byla zřízena až o 58 let později. Na zámku je umístěna pamětní deska hudebního skladatele Ludvíka z Dietrichu, autora známého nápěvu Moravo, Moravo.

## Současnost
Jesenec má svůj obecní úřad, poštu, požární zbrojnici, obchod a hostinec. Sídlí tady i několik prosperujících firem. Kulturní dům, ve kterém se konají různé akce (například svatby, plesy, zábavy, schůze, nebo výstavy), slouží nejen Jesenci, ale celému konickému mikroregionu. Obec je východiskem turistické cesty ke Kladecké naučné stezce.

## Obyvatelstvo
| rok            | 1869 | 1880 | 1890 | 1900 | 1910 | 1921 | 1930 | 1950 | 1961 | 1970 | 1980 | 1991 | 2001 | 2011 |
| -------------- | ---- | ---- | ---- | ---- | ---- | ---- | ---- | ---- | ---- | ---- | ---- | ---- | ---- | ---- |
| počet obyvatel | 650  | 673  | 621  | 586  | 558  | 524  | 566  | 456  | 518  | 497  | 463  | 368  | 361  | 300  |
| počet domů     | 99   | 102  | 97   | 97   | 98   | 97   | 104  | 110  | 103  | 103  | 99   | 107  | 113  | 115  |

## Obecní symboly
Autorem znaku i vlajky je heraldik Miroslav Pavlů. Symboly Jesenci 7. října 2003 udělil Lubomír Zaorálek, předseda Poslanecké sněmovny Parlamentu České republiky.
Blason znaku:
V modrém štítě je pštros přirozené barvy s červeným zobákem, převzatý z erbu šlechticů z Dietrichu. Šikmo je podložen zlatou biskupskou berlou, atributem sv. Liboria, a vpravo provázen mluvícím znamením – vztyčenou zlatou jasanovou větévkou. V červené hlavě štítu  stříbrnou lilii pánů ze Zástřizl, konkrétně Zuzany Kateřiny Liborie Prakšické ze Zástřizl, která se finančními prostředky podílela na výstavbě jeseneckého poutního chrámu, provází dvě stříbrné růže se zlatými semeníky a zelenými kališními lístky, které byly převzaty ze znaku premonstrátské kanonie v Brně-Zábrdovicích.
Blason vlajky:
List tvoří pět vodorovných pruhů, modrý, žlutý, červený, žlutý a modrý, v poměru 2:1:4:1:2. V červeném pruhu bílá lilie mezi dvěma bílými růžemi se žlutým semeníkem a zelenými kališními lístky. Poměr šířky k délce listu je 2:3.

## Rodáci a osobnosti
- Ludvík Dietrich (1803–1858), český hudební skladatel a kytarista.
- Josef Bombera (1870–1927), biskup v hodnosti generála. Od roku 1922 představitel duchovní správy v čs. armádě.
- Josef Vychodil (Tahiťan) (1897–asi 1995), truhlář, člen Československých legii v Rusku. Od roku 1925 osadník, zemědělec a truhlář na Tahiti. Od konce 80. let 20. století považován za posledního rodilého Čecha na Tahiti.[8][9][10]
- Josef Hlouch (1902–1972), katolický kněz, biskup českobudějovický, oběť komunismu. V letech 1926 až 1927 zdejším kaplanem.[11]

## Přírodní poměry
Severní část obce se nachází na území přírodního parku Kladecko. Jihozápadně od obce, v lese mezi Jesencem, Dzbelem a Šubířovem, se nachází zatopený lom Sládkova skála.

## Pamětihodnosti
- Zámek s kostelem sv. Libora
- Kaplička sv. Antonína
- Socha sv. Libora
- socha sv. Jana Nepomuckého

## Galerie

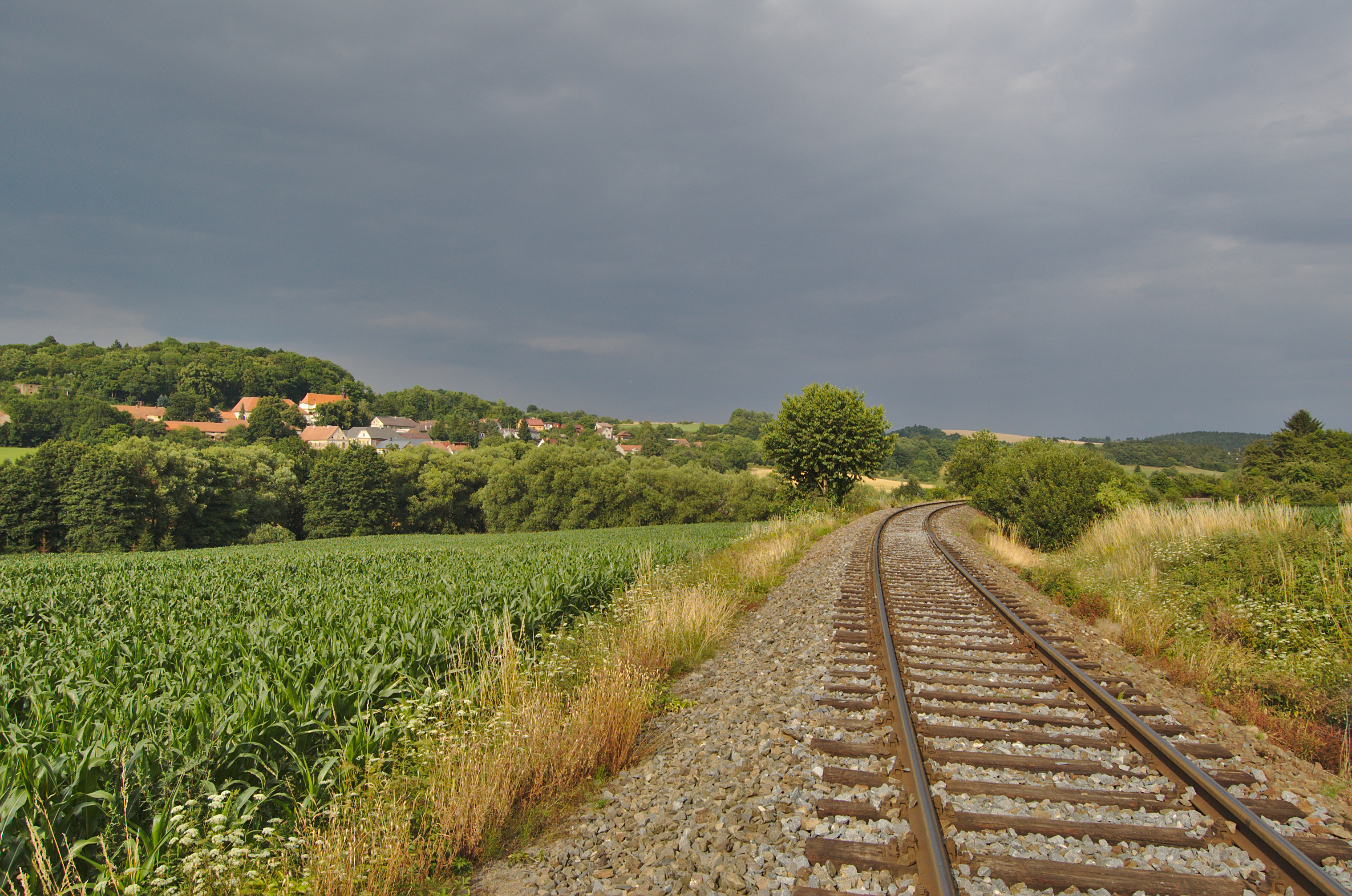
Pohled na Jesenec z železniční trati od Dzbelu
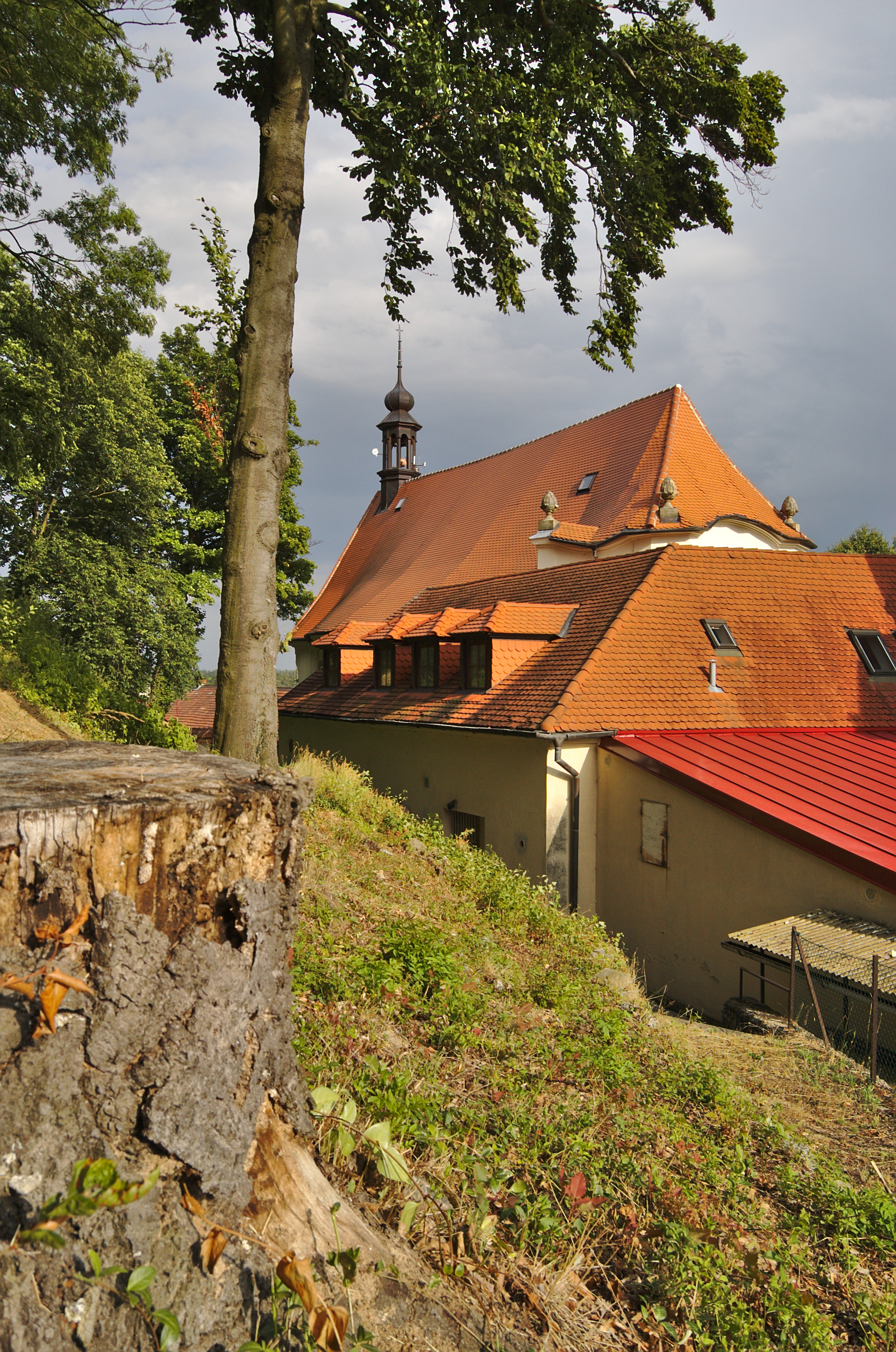
Kostel svatého Libora
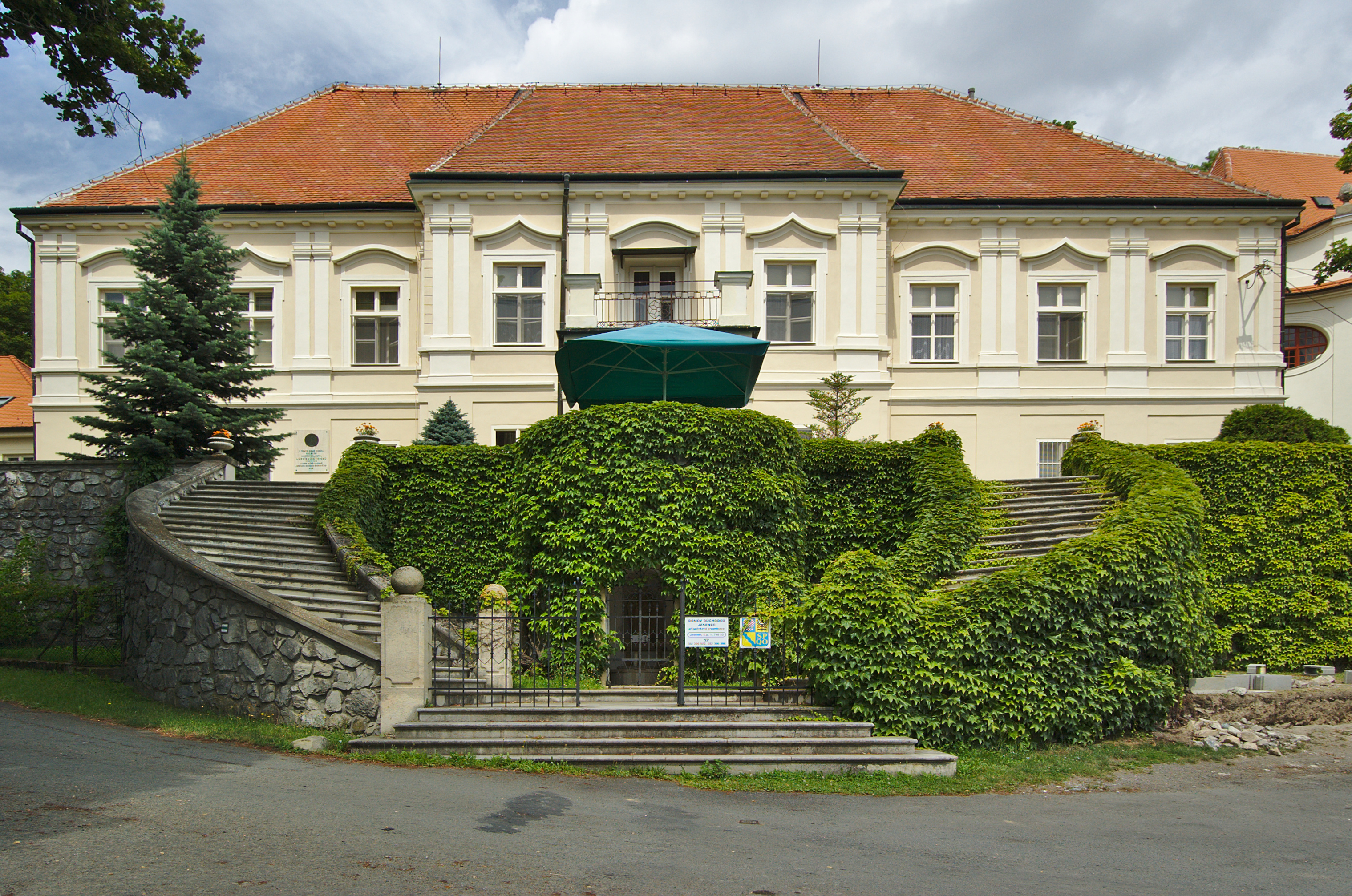
Zámek
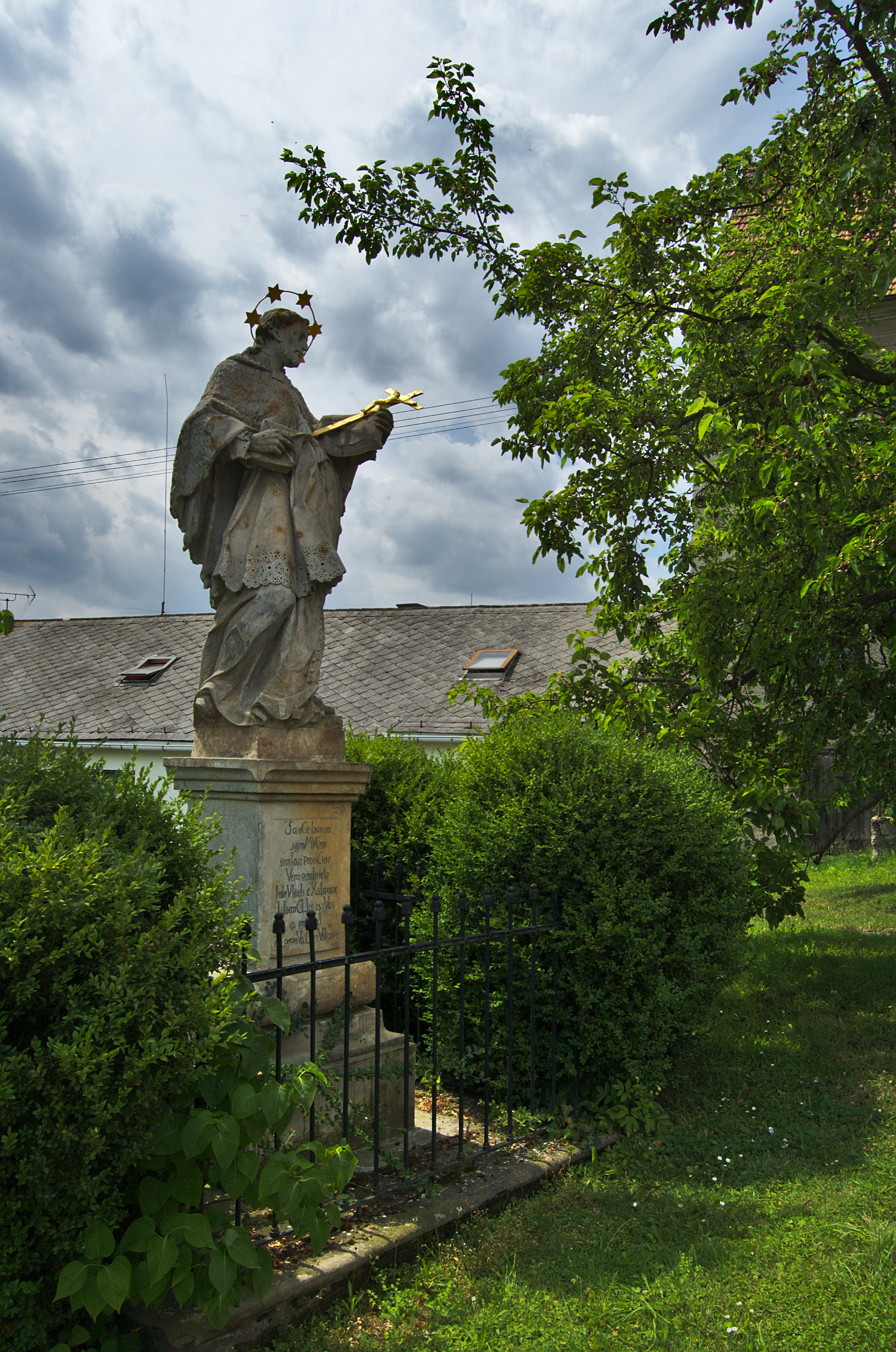
Socha svatého Jana Nepomuckého
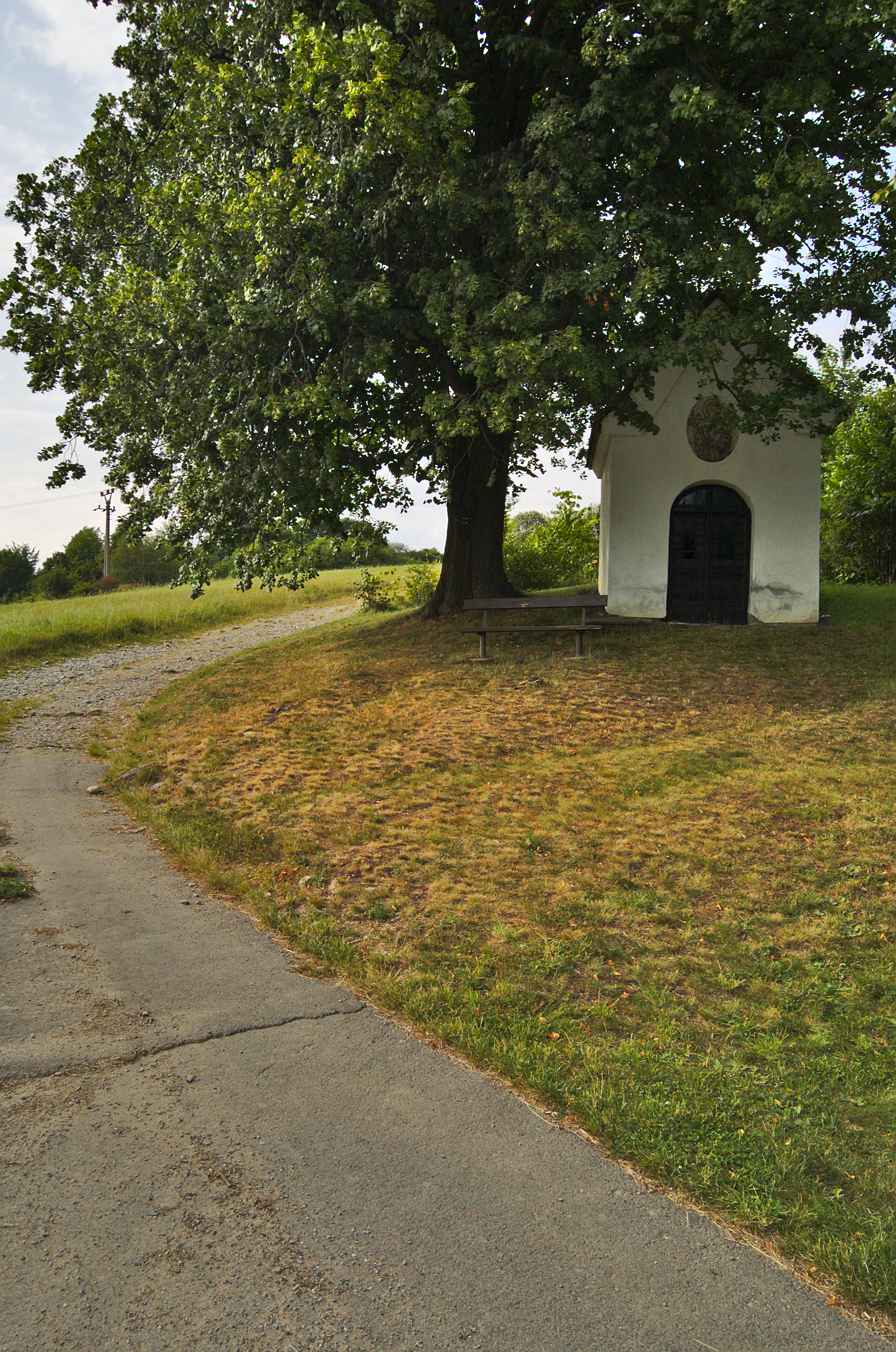
Kaplička svatého Antonína
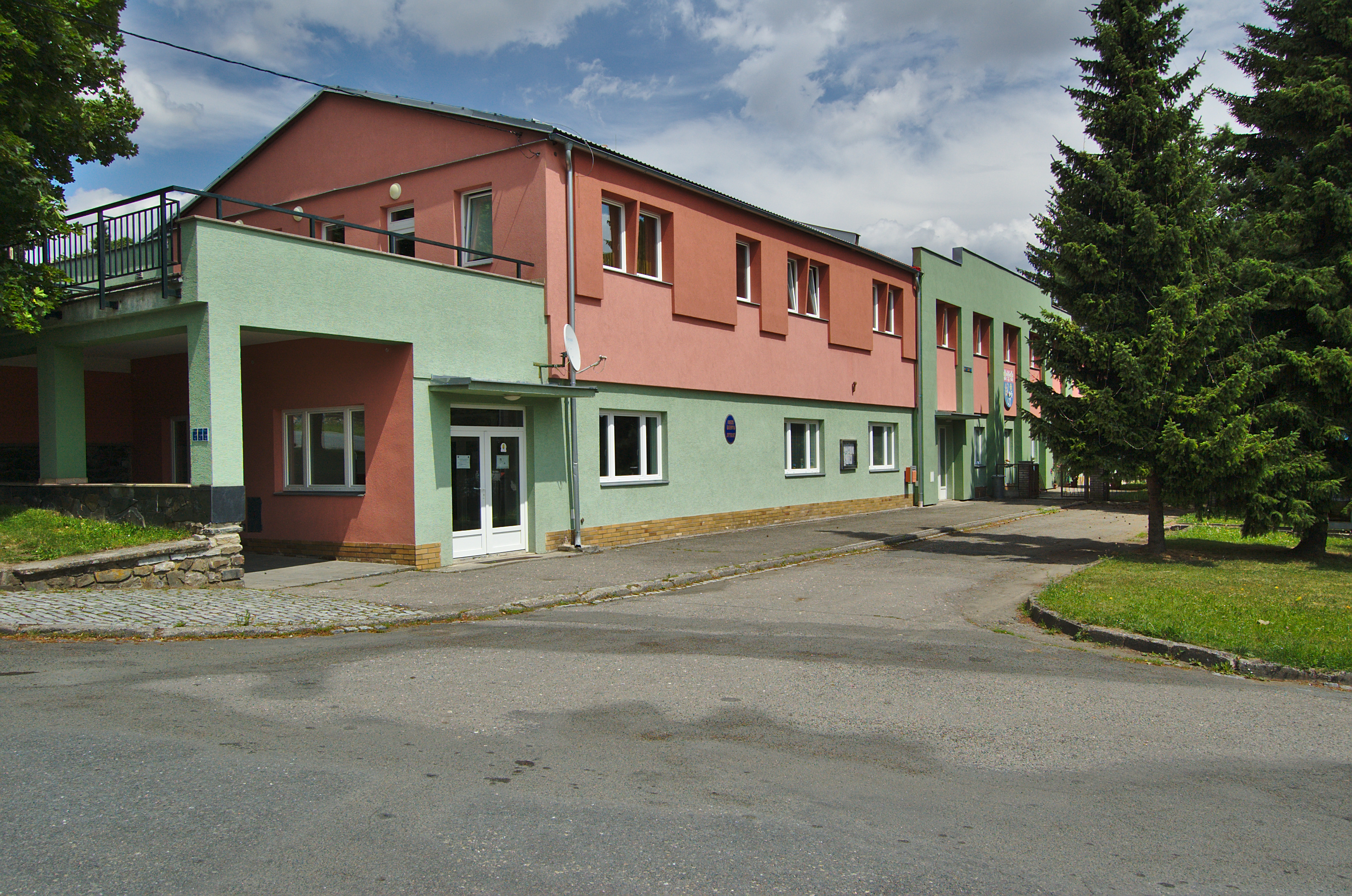
Kulturní dům
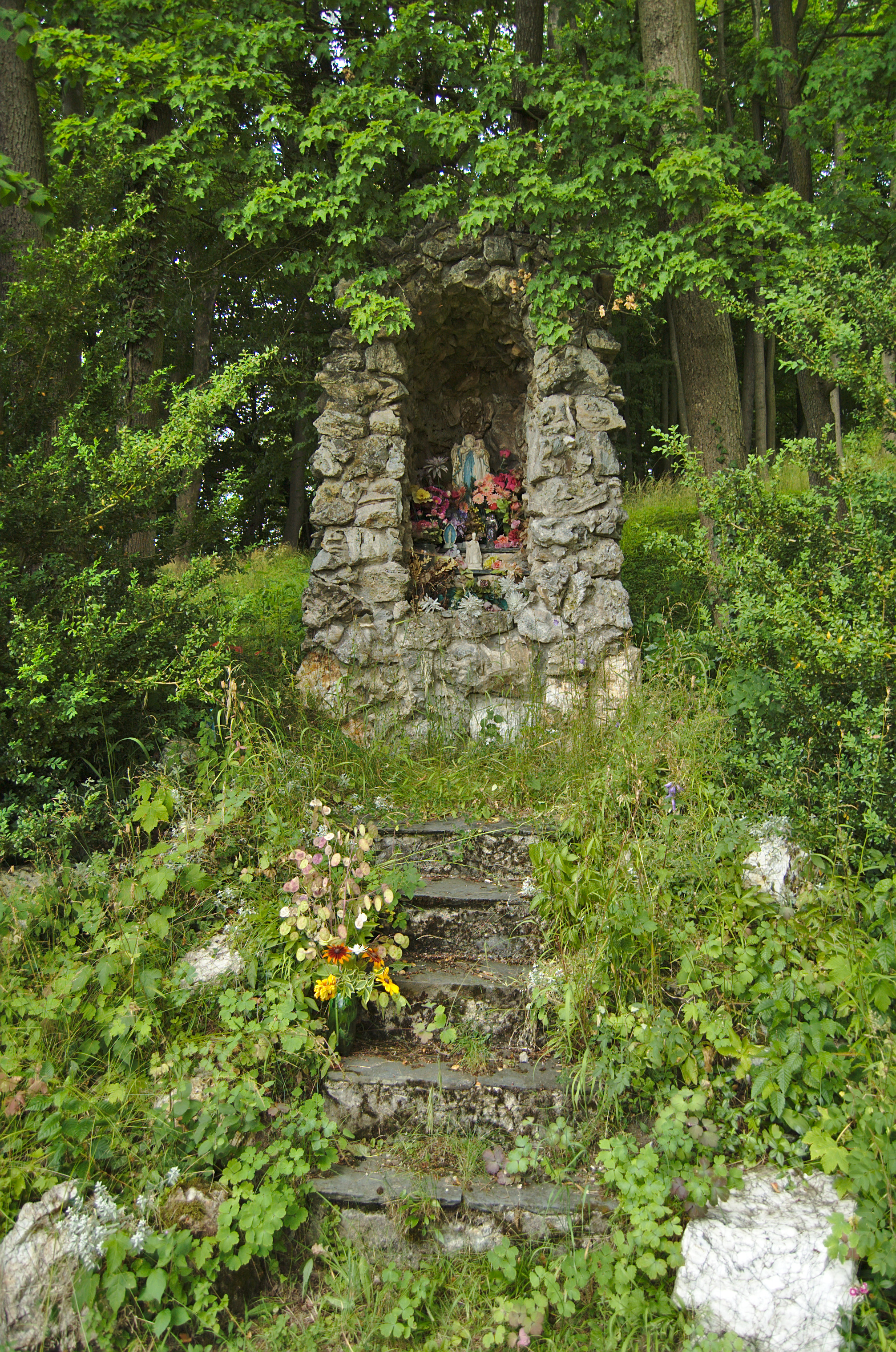
Mariánský oltář nad zámkem
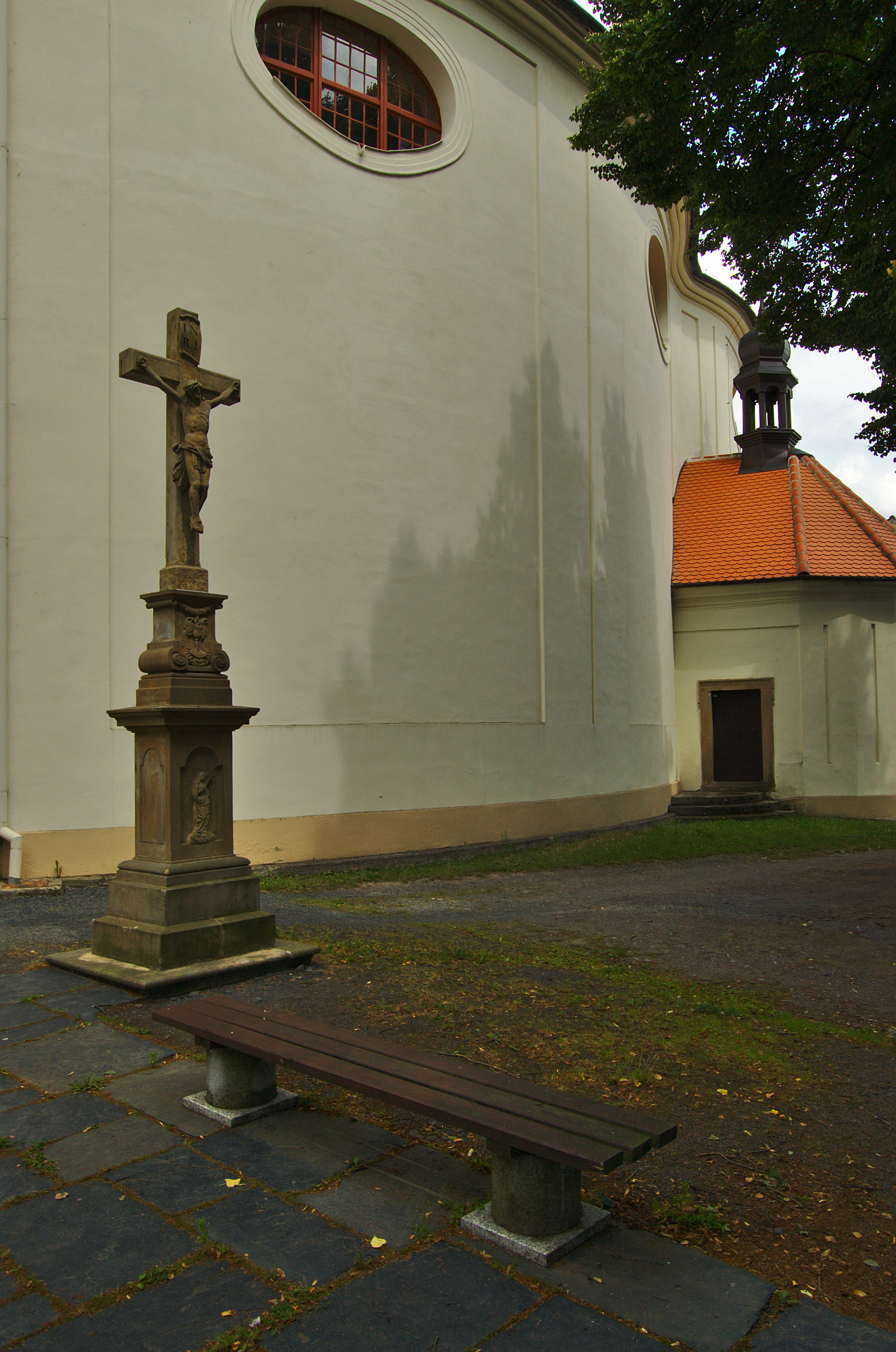
Kříž před kostelem
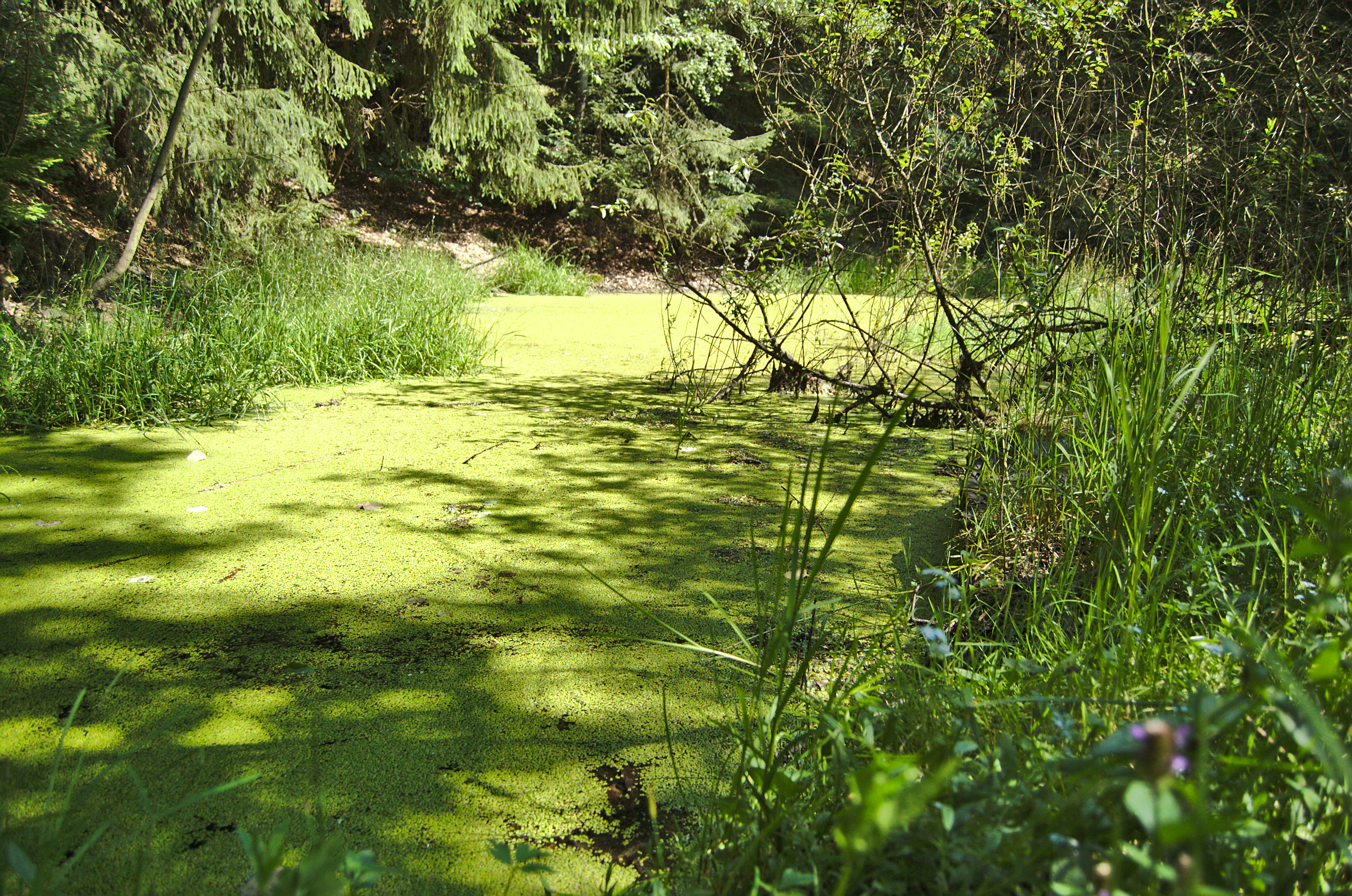
Sládkova skála
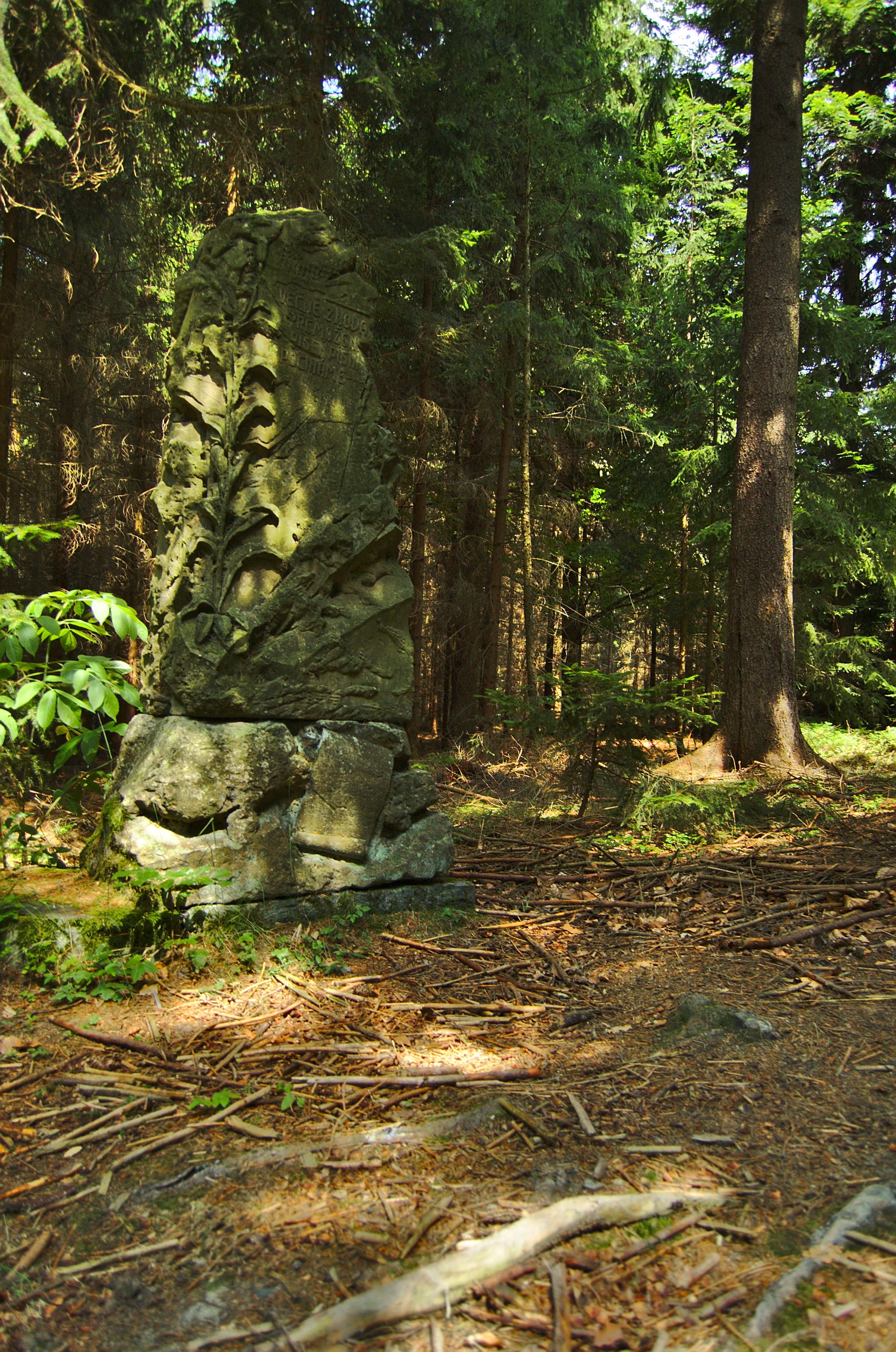
Pomník utonulé Miladě Mackerlové v blízkosti Sládkovy skály